# Djursland
Djursland is een schiereiland aan de oostkust van Jutland, in Denemarken. In het midden van Djursland ligt Kolindsund, een langgerekt drooggemalen meer tussen heuvels.
Het zuidelijke deel van het schiereiland wordt Mols genoemd. Hier ligt het Nationaal park Mols Bjerge.